# World Muaythai Council
 (février 2022).
Le World Muaythai Council (WMC) fait partie des organisations professionnelles des plus anciennes et des plus grandes du muay-thaï au monde. Créée en 1995 sur résolution du Parlement thaïlandais, l'organisation est constituée par le gouvernement royal et sanctionnée par l'Autorité des sports du pays. Elle est placée sous l'égide du ministère du Tourisme et des Sports de Thaïlande. Il appartient au Conseil de veiller à l'expansion du muay-thaï dans le monde. Dans cette optique, il lui incombe de soutenir l'intérêt des jeunes et des athlètes afin d'acquérir les compétences du muay-thaï,.

## Historique
Concrétisé via une résolution du Parlement thaïlandais, le WMC est constitué par le gouvernement royal et sanctionné par l'Autorité sportive du pays, en collaboration internationale avec les plus hautes autorités sportives de chaque pays-membre afin de réglementer tous les aspects techniques et sportifs du muay-thaï. La cérémonie d'inauguration s'est tenue en 1995 à l'occasion de la réunion du Centre de conférences des Nations unies, à laquelle ont assisté les représentants de 39 pays.
À l'heure actuelle (2022), le WMC compte 120 pays membres. Le Conseil d'administration et divers comités touchant une grande variété de domaines (techniques, réglementaires, d'arbitrage, de jugement, médicaux, financiers, liés à la jeunesse, liés aux athlètes féminines, de la presse, des relations publiques, des droits et affaires) ont tous été élus par voie démocratique.
En 1996, un protocole d'accord est signé entre le WMC, l'Association thaïlandaise de muay-thaï amateur sous le patronage royal et la Fédération internationale de muay-thaï amateur (IFMA), dans lequel les trois organisations s'engagent à œuvrer en étroite collaboration et à soutenir l'IFMA pour que muay-thaï propose des événements multi-sports reconnus par les instances du CIO et de la GAISF.
Le général Chetta Thanajaro, président du WMC à l'époque, était le commandant suprême de l'armée royale de Thaïlande, qui a ensuite agi en qualité de ministre de la Défense et également de président du Comité olympique de Thaïlande.
En 1997, un effort conjoint est entrepris par le WMC, l'IFMA et le Comité National Olympique de Thaïlande pour faire reconnaître le muay-thaï par le Conseil Olympique d'Asie. À la suite de cela, le muay-thaï est inclus dans les Jeux asiatiques en tant que sport de démonstration, puis en 1999, le muay-thaï évoluant en IFMA obtient la reconnaissance formelle du Conseil olympique d'Asie en tant que sport officiel.
En 1998, le muay-thaï entame son parcours vers l'officialisation de sa pratique et sa reconnaissance par la GAISF. En 2000, une réunion mondiale a lieu entre le WMC, l'IFMA, le Comité national olympique de Thaïlande et l'Autorité sportive de Thaïlande, à laquelle participent 106 pays afin de se prononcer par vote sur l'idée de demander l'adhésion à la GAISF. Confortée d'un vote favorable par 102 voix contre 4, la communauté mondiale muay-thaï adopte l'appellation muay-thaï pour nom officiel de leur discipline. Cette réunion aboutit également à la résolution précisant que l'IFMA occupera les deux-tiers de tous les postes de direction du WMC dans le monde tout en maintenant l'autonomie du WMC Thaïlande. 
La coopération se poursuit avec les événements annuels célébrés en Thaïlande donnés en l'honneur de l'anniversaire des membres de la famille royale. En 2006, la GAISF reconnaît  le muay-thaï en fédération amateur (IFMA). En 2012, le WMC, l'IFMA et le Comité olympique de Thaïlande lancent une campagne visant une reconnaissance suprême du muay-thaï, demandant la reconnaissance du Comité international olympique et l'inclusion de la discipline aux Jeux mondiaux. En 2014, le muay-thaï se voit reconnu par les Jeux mondiaux, puis en 2016, le CIO accorde une reconnaissance provisoire à l'IFMA. 
En 2019, après la reconnaissance du muay-thaï par le Comité international olympique, le Conseil mondial du muay-thaï (WMC) fusionne avec l'IFMA pour représenter le secteur professionnel regroupant plus d'une centaines de nations, le CIO et l'Autorité sportive thaïlandaise afin de garantir la pleine coopération avec les instances antidopage que sont  l'AMA et l'ITA et assurer au sport une pratique propre.
Le 20 juillet 2021, à 9h30, depuis Tokyo, le Comité International Olympique confirme le muay-thaï comme discipline olympique présente aux jeux de Paris 2024.

## Patronage royal
Le 20 août 2014, le muay-thaï et le World Muaythai Council (WMC) reçoivent officiellement le patronage du roi de Thaïlande Rama IX. L'ensemble les instances gouvernementales, les ministères des sports et de la culture, les autorités sportives, les principaux stades et promoteurs de muay-thaï sont conviés à cet événement d'importance historique.
Le général Saiyud Kerdphol, le général Wimon Wongwanich l'ancien président de la WMC, le général Chetta Thanajaro l'actuel président de la WMC, le Dr Sakchye Tapsuwan, président de l'IFMA et secrétaire général du WMC, Khun Kajorn Prowsree, vice-président de l'Amateur Muaythai Association of Thailand under Royal Patronage of His Royal Highness the Crown Prince, Stephan Fox, vice-président de WMC et secrétaire général de la Fédération internationale de muay-thaï amateur, ainsi que d'autres personnalités notables sont également présentes. Plus de 20 représentants des différentes ambassades à Bangkok assistent à la cérémonie, ainsi que des représentants des Nations unies, parmi de nombreuses autres organisations. Parallèlement au patronage royal, le logo WMC est modifié pour inclure les insignes royaux de Sa Majesté.